# Иви Майк
Иви (Айви) Майк (англ. Ivy Mike, испытание «Майк», испытание «М») — первое в мире испытание термоядерного взрывного устройства; произведено США 1 ноября 1952 года на одном из моту атолла Эниветок. Из-за веса и габаритов, а также использования в качестве топлива для термоядерного синтеза жидкого дейтерия устройство не имело практической ценности в качестве оружия и предназначалось исключительно для экспериментальной проверки «двухступенчатой» конструкции, предложенной Уламом и Теллером. Эксперимент завершился успехом; оценочная мощность взрыва составила 10—12 мегатонн тротилового эквивалента.

## Конструкция
Конструкцию устройства разработал Ричард Гарвин. В качестве первой ступени использовалась бомба TX-5, в качестве второй, термоядерной — сосуд Дьюара с жидким дейтерием и плутониевым сердечником-запалом[уточнить]. Конструкция была окружена оболочкой из необогащённого урана массой 4,5 тонны и заключена в цилиндрический стальной кожух с толщиной стенок 25—30 см, диаметром 2,03 м и высотой 6,16 м. Устройство было смонтировано в постройке из гофрированного алюминия. Общая масса конструкции, включая холодильную установку, необходимую для поддержания дейтерия в жидком состоянии, составляла 73,8 тонны.

## Испытание
Подрыв устройства был произведён в 7:05 по местному времени 1 ноября 1952 года. Грибообразное облако от взрыва поднялось на высоту 37 километров, диаметр «шляпки» составил 161 километр. Взрыв полностью уничтожил моту Элугелаб, на котором установка была смонтирована: на его месте остался кратер диаметром почти два километра и глубиной 50 м. Мощность взрыва была оценена в диапазоне 10,4—12 мегатонн тротилового эквивалента, 77 % мощности пришлось на реакцию деления урановой оболочки, что вызвало сильное радиоактивное заражение местности, радиоактивные осколки кораллов разлетелись в радиусе около 50 км. При облёте места взрыва на вертолёте, проведённом через 60 минут после вспышки, когда радиоактивное облако уже было отнесено ветром, были обнаружены значительные количества эйнштейния и фермия, порождённых интенсивным нейтронным потоком в момент вспышки.
Испытание было снято на киноплёнку операторами ВВС США; смонтированный и озвученный фильм впоследствии демонстрировался в кинотеатрах и по телевидению.
- Острова до взрыва
- После взрыва
- Кинохроника испытания